# معجنات مكبوسة
المعجنات المكبوسة أو المبثوقة أو المحقونة (بالألمانية:Spritzgebäck) نَوع مِن أنواعِ الكُعَيكةِ أو البَسكَويتِ الألماني والألزسي المَصنوعةٌ مِنَ المُعَجناتِ اللذِيذةِ الغَنيةِ. الاسم يدل على طريق تشكيل قطع المعجنات وذلك بكبسها أو ضغطها بمكبس المعجنات أو كيس الحلواني. 

## أُنظر أيضًا
- التشيرو
- حلوى بلح الشام
- قائِمةُ الحَلَوياتِ الألمانيةِ.